# Andreas Larsen
Andreas Larsen (født 22. maj 1990) er en dansk fodboldspiller, der spiller for Lyngby Boldklub.

## Karriere

### Lyngby Boldklub
Den 9. december 2014 blev det offentliggjort, at Andreas Larsen skiftede fra Hvidovre IF til Lyngby Boldklub på en aftale, der i første omgang løb frem til sommeren 2015. Denne aftale blev i juni 2015 forlænget for resten af kalenderåret på vilkår, der gjorde det muligt for Andreas Larsen at færdiggøre sit sidste år på sin uddannelse som bygningskonstruktør.
Han spillede i efteråret 2015 14 kampe for Lyngby Boldklub, hvilket var medvirkende til, at hans kontrakt i december samme år blev forlænget frem til den 30. juni 2017.

### Vinkingur Rejkjavik
Den 11. maj 2018 offentliggjorde Lyngby BK, at Andreas Larsen forlod klubben til fordel for islandske Vinkingur Rejkjavik.